# The (engleză)
The /ðə/ este un articol gramatical ce denotă o persoană/persoane sau un lucru/lucuri care au fost menționate deja. The este cel mai folosit cuvânt în limba engleză.